# Cuarteto Debussy

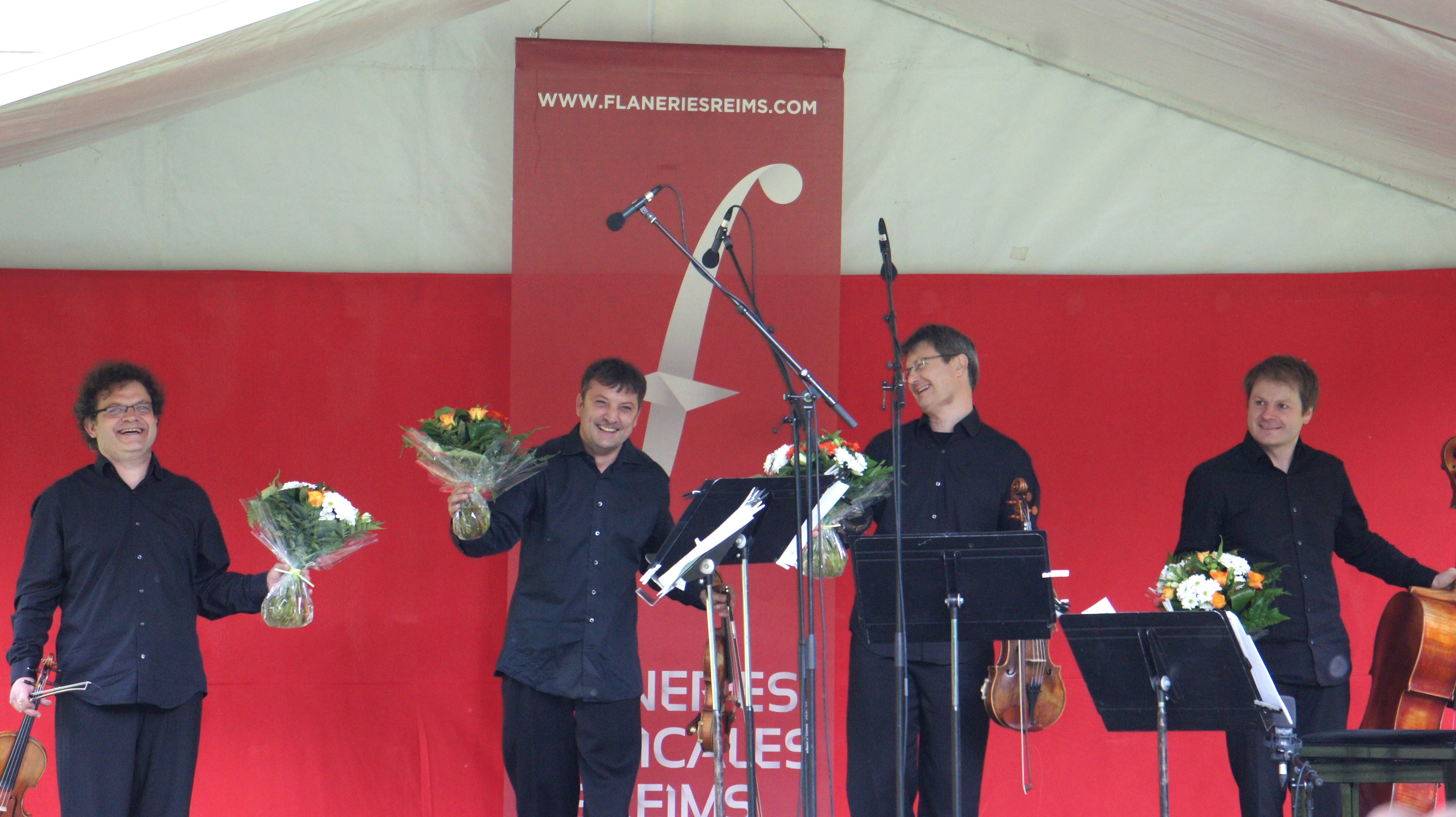
Cuarteto Debussy

El Cuarteto Debussy es un cuarteto de cuerda francés fundado en 1990 en Lyon.

## Trayectoria
Desde su creación en Lyon en el año 1990, el Cuarteto Debussy se ha consolidado en la escena cultural en el ámbito regional, nacional e internacional a través de un estilo que combina la tradición y la audacia, la riqueza del repertorio clásico y voluntad de renovación. 

Por dedicar todo su tiempo a este arte, como requiere un cuarteto de cuerda, los músicos son capaces de desarrollar una actividad de conciertos, variada e intensa, tanto en Francia como en el extranjero, junto con un grabaciones importantes, así como numerosas actividades educativas, y encuentros artísticos originales.

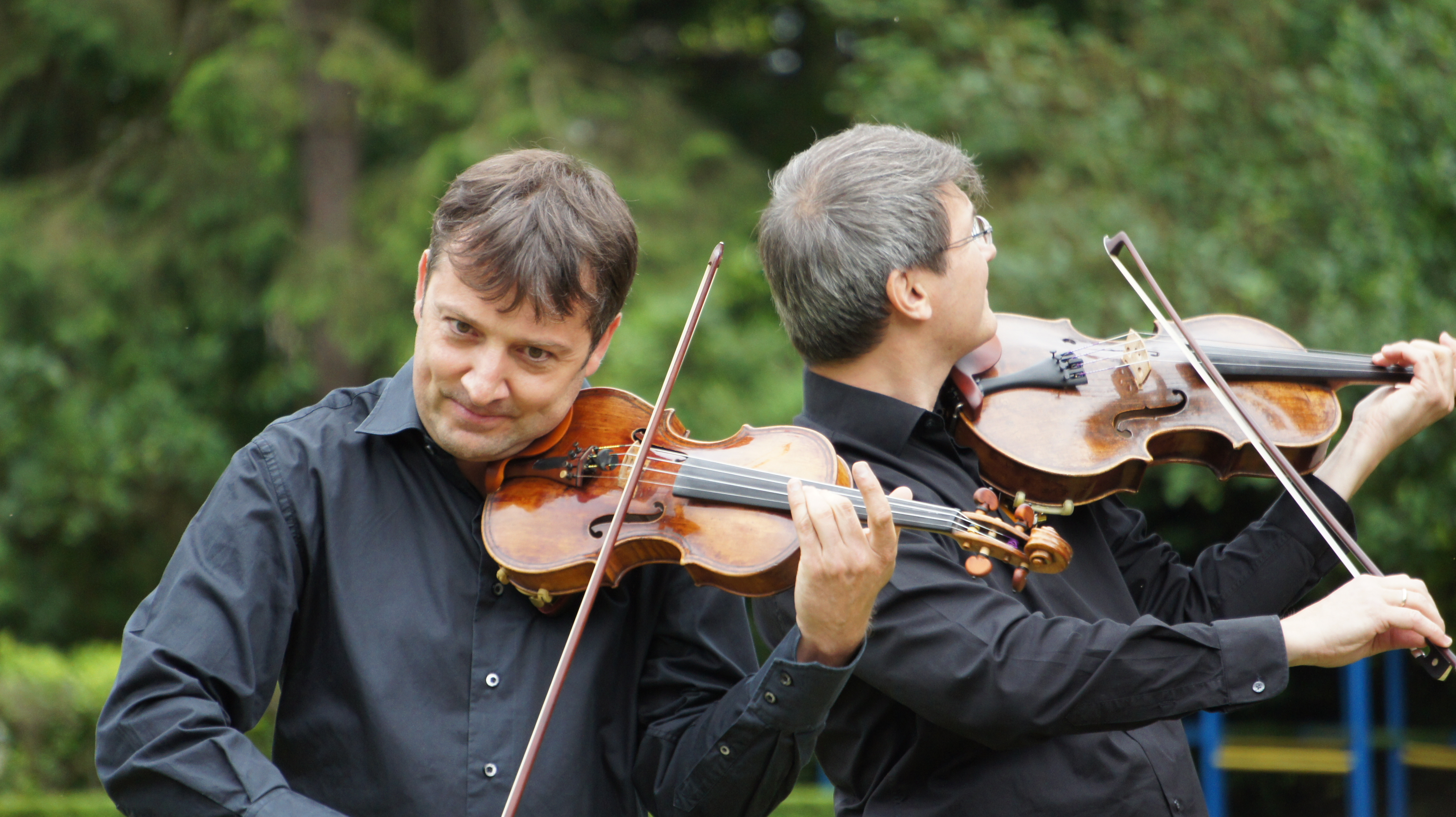
(De izq. a der.) Christophe Collette y Vicente Deprecq en concierto con el Cuarteto Debussy en 2013.

## Los miembros
- Dorian Lamotte (primer violín),
- Marc Vieillefon (segundo violín),
- Vicent Deprecq (viola),
- Cédric Conchon (violonchelo).

## Discografía

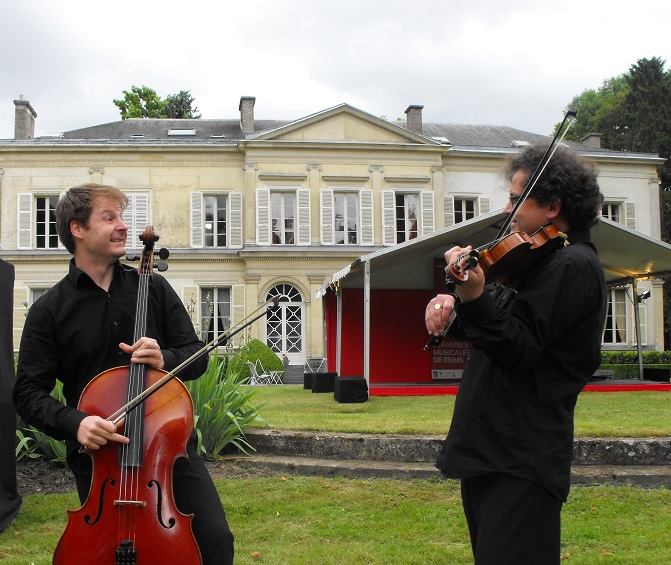
(De izq. a der.) Fabrice Bihan y Marc Vieillefon en concierto con el Cuarteto Debussy en 2013.

### Música francesa
- Bonnal, Quatuors n°1 et 2, Arion ARN 68504 ƒƒƒƒ Télérama - 5 Diapason Recommandé par Répertoire, Classica et Mezzo.
- Ravel/Fauré, Quatuors, Arion ARN 68647 R9 Classica-Répertoire Recommandé par The Strad
- Witkowski, Quatuors à cordes - Quintette avec piano, avec Marie-Joseph Jude, Arion ARN 68715 ƒƒƒƒ Télérama
- Lekeu, Timpani choc classica
- Debussy/Caplet, Quatuor à cordes - Danse sacrée, danse profane - Prières - Le Masque de la Mort Rouge, avec Marielle Nordmann (harpe), Françoise Masset (soprano) et Yann Dubost (contrebasse), Timpani 1C1207

### Integral Shostakovich
- Shostakovich, Cuartetos de cuerda n.º 4-8-13, Arion, ARN 68461 4 Diapason
- Shostakovich, Cuartetos de cuerda n.º 3-7-10, Arion, ARN 68506 ƒƒƒƒ Télérama
- Shostakovich, Cuartetos de cuerda n.º 1-5-12, Arion, ARN 68534 / 4 amortiguadores Mundo de la música
- Shostakovich, Cuartetos de cuerda n.º 6-9-11, Arion, ARN 68596 / 4 Amortiguadores Mundo de la Música
- Shostakovich, Cuarteto de cuerda n.º 15 - Quinteto con piano, Con Claire-Marie Le Guay, Arion, ARN 68675
- Shostakovich, Cuartetos de cuerda n.º 2-14, Arion, ARN 68674, 4 Chocs Mundo de la música

### Público joven
- Gouttenoire / Morel / Ohana / Sciau, Stabat Mater Avec la maîtrise de la Loire
- Comptines et Chansons Volume 1, Avec Philippe Roussel - Cie Philippe Roussel – Enfance et Musique
- Comptines et Chansons Volume 2, Avec Philippe Roussel - Cie Philippe Roussel – Enfance et Musique

### Otros
- Brahms / Weber Quintetos con Clarinete, Con Jean-François Verdier / Arion, ARN 68578 / 5 Diapason
- Mozart, Adagio y Fuga K. 546 - Conciertos para piano y cuarteto de cuerdas K. 413 y K. 414, Con François Chaplin – Arion, ARN 68718
- Mozart, Requiem, Transcripción para cuarteto de cuerda por P. Lichtenthal (1802) Universal Music Francia / DECCA
- Octuorissimo: Shostakovich, Mellits, Golijov, Piazzolla, con el Cuarteto Arranoa - 1001 Notes de 2013
- Schubert/Janacek: String Quartet no. 14, "La Niña y la Muerte" - Kreutzer Sonata, la Evidencia Clásicos / Little Tribeca 2014 EVCD001
- Mellits: Cuartetos de Cuerda n° 3, 4, 5, Evidencia Clásicos / Little Tribeca 2017 B0727KYH2S